# Laemophloeus fasciatus
Laemophloeus fasciatus är en skalbaggsart som beskrevs av Melsheimer 1846. Laemophloeus fasciatus ingår i släktet Laemophloeus och familjen ritsplattbaggar. Inga underarter finns listade i Catalogue of Life.